# Tianjin Open 2015
Tianjin Open 2015 byl tenisový turnaj pořádaný jako součást ženského okruhu WTA Tour, který se hrál na otevřených dvorcích s tvrdým povrchem v mezinárodním tenisovém centru. Probíhal mezi 12. až 18. říjnem 2015 v čínském přímo spravovaném městě Tchien-ťinu, jakožto 2. ročník turnaje.
Turnaj s rozpočtem 500 000 dolarů patřil do kategorie WTA International Tournaments. Oproti minulému ročníku byla dotace navýšena o čtvrt milionu dolarů. Poslední přímou postupující do hlavní soutěže dvouhry byla 165. čínská hráčka žebříčku WTA Chan Sin-jün. Nejvýše nasazenou hráčkou ve dvouhře se stala osmá hráčka žebříčku a úřadující šampionka US Open Flavia Pennettaová z Itálie, kterou v úvodním kole vyřadila ukrajinská kvalifikantka Ljudmyla Kičenoková. Šestnáctý kariérní titul z dvouhry si připsala polská tenistka Agnieszka Radwańská, která si vítězstvím zajistila postup na Turnaj mistryň 2015. Deblovou soutěž ovládly domácí turnajové dvojky Sü I-fan a Čeng Saj-saj.

## Distribuce bodů a finančních odměn

### Distribuce bodů
| Soutěž  | vítězky | finalistky | semifinalistky | čtvrtfinalistky | 16 v kole | 32 v kole | Q  | Q3 | Q2 | Q1 |
| ------- | ------- | ---------- | -------------- | --------------- | --------- | --------- | -- | -- | -- | -- |
| dvouhra | 280     | 180        | 110            | 60              | 30        | 1         | 18 | 14 | 10 | 1  |
| čtyřhra | 280     | 180        | 110            | 60              | 1         | —         | —  | —  | —  | —  |

### Finanční odměny
| Soutěž                              | vítězky  | finalistky | semifinalistky | čtvrtfinalistky | 16 v kole | 32 v kole | Q3     | Q2     | Q1   |
| ----------------------------------- | -------- | ---------- | -------------- | --------------- | --------- | --------- | ------ | ------ | ---- |
| dvouhra                             | $111 389 | $55 435    | $29 270        | $8 502          | $4 770    | $2 774    | $1 448 | $1 052 | $764 |
| čtyřhra                             | $17 724  | $9 222     | $4 950         | $2 623          | $1 383    | —         | —      | —      | —    |
| částka ve čtyřhře je uvedena na pár |          |            |                |                 |           |           |        |        |      |

## Ženská dvouhra

### Nasazení
| Stát                         | Hráčka                 | WTA | Nasazení |
| ---------------------------- | ---------------------- | --- | -------- |
| Itálie                       | Flavia Pennettaová     | 7.  | 1.       |
| Polsko                       | Agnieszka Radwańská    | 8.  | 2.       |
| Česko                        | Karolína Plíšková      | 9.  | 3.       |
| Ukrajina                     | Elina Svitolinová      | 18. | 4.       |
| Francie                      | Kristina Mladenovicová | 28. | 5.       |
| Brazílie                     | Teliana Pereirová      | 52. | 6.       |
| USA                          | Alison Riskeová        | 60. | 7.       |
| Čína                         | Čeng Saj-saj           | 65. | 8.       |
| Žebříček WTA k 5. říjnu 2015 |                        |     |          |

### Jiné formy účasti
Následující hráčky obdržely divokou kartu do hlavní soutěže:
- Tuan Jing-jing
- Flavia Pennettaová
- Čang Jü-süan

Následující hráčky postoupily z kvalifikace:
- Ljudmyla Kičenoková
- Nadija Kičenoková
- Olga Savčuková
- Nicole Vaidišová

### Odhlášení
před zahájením turnaje
- Belinda Bencicová → nahradila ji Alla Kudrjavcevová
- Alexandra Dulgheruová → nahradila ji Nao Hibinová
- Marina Erakovicová → nahradila ji Ons Džabúrová
- Polona Hercogová → nahradila ji Patricia Maria Țigová
- Monica Niculescuová → nahradila ji Liou Fang-čou

## Ženská čtyřhra

### Nasazení
| Stát                                                                     | Hráčka                | Stát      | Hráčka            | WTA  | Nasazení |
| ------------------------------------------------------------------------ | --------------------- | --------- | ----------------- | ---- | -------- |
| Čína                                                                     | Chan Sin-jün          | Švýcarsko | Martina Hingisová | 96.  | 1.       |
| Čína                                                                     | Sü I-fan              | Čína      | Čeng Saj-saj      | 104. | 2.       |
| Ukrajina                                                                 | Ljudmyla Kičenoková   | Ukrajina  | Nadija Kičenoková | 115. | 3.       |
| Ukrajina                                                                 | Kateryna Bondarenková | Ukrajina  | Olga Savčuková    | 127. | 4.       |
| Žebříček WTA k 5. září 2015; číslo je součtem umístění obou členek páru. |                       |           |                   |      |          |

### Jiné formy účasti
Následující páry obdržely divokou kartu do hlavní soutěže:
- Sün Fang-jing /  Wang Jen
- Kchang Ťia-čchi /  Čang Šuaj

Následující pár postoupil do hlavní soutěže jako náhradník:
- Jelizaveta Kuličkovová /  Jevgenija Rodinová

### Odhlášení
před zahájením turnaje
- Patricia Maria Țigová (zranění levého zápěstí)

## Přehled finále

### Ženská dvouhra
- Agnieszka Radwańská vs.  Danka Kovinićová, 6–1, 6–2

### Ženská čtyřhra
- Sü I-fan /  Čeng Saj-saj vs.  Darija Juraková /  Nicole Melicharová, 6–2, 3–6, [10–8]